# Лялько, Григорий Григорьевич
Григорий Григорьевич Лялько (1908, Староселье — 14 февраля 1982) — советский военнослужащий, участник Великой Отечественной войны, Герой Советского Союза, в годы Великой Отечественной войны стрелок 929-го стрелкового полка (254-я стрелковая дивизия, 52-я армия, 2-й Украинский фронт), красноармеец.

## Биография
Родился в 1908 году в селе Староселье Черкасского уезда Киевской губернии Российской империи (ныне Городищенского района Черкасской области Украины) в семье крестьянина. Украинец. Член ВКП(б)/КПСС с 1941 года. Окончил неполную среднюю школу. Работал в селе Закревки.
В Красной Армии с 1944 года. В боях Великой Отечественной войны с февраля 1944 года. Первый бой принял на Черкасчине возле сёл Рыжановка и Чижовка Звенигородского района.
13 марта 1944 года в районе села Джулинка (Бершадский район Винницкой области) при форсировании реки Южный Буг красноармеец Лялько действовал инициативно и смело. Отражая попытки противника восстановить утраченные ими рубежи, Лялько менял огневые позиции и упорно продвигался вперёд. В этом бою он ликвидировал расчёты трёх вражеских пулемётов, загнал в реку 50 гитлеровцев и уничтожил их.
Возвращаясь из разведки, группа, в состав которой входил красноармеец Лялько, столкнулась с вражеским дозором. Завязался неравный бой, в ходе которого был разбит пулемёт. Тогда Лялько взял винтовку убитого разведчика и начал отстреливаться от наседающего врага, прикрывая отход разведгруппы. В этом бою Григорий Лялько уничтожил 20 гитлеровцев, среди которых несколько офицеров.
Весной 1944 года Красная Армия, преследуя врага, начала освобождение Румынии. 929-й стрелковый полк продвигался вперёд так стремительно, что размещённый в одном из монастырей штаб вражеской дивизии не успел отойти и в полном составе оказался в окружении. В силу этого, а также принимая во внимание выгодное расположение монастыря, командование противника решило во что бы то ни отвоевать утраченные позиции. Для этого против советских подразделений были брошены крупные силы. Наступление на монастырь велось с трёх сторон. Советские бойцы заняли круговую оборону и успешно отбивали атаки гитлеровцев. Однако силы были неравны, и вскоре Лялько остался у своего пулемёта один. Он постоянно перебрасывал пулемёт туда, где создавалась наибольшая опасность. Четыре раза поднимался враг на штурм советских позиций, но все атаки захлебывались от меткого огня пулемёта. Понеся большие потери, противник отступил. На поле боя остались сотни румынских трупов.
Указом Президиума Верховного Совета СССР от 13 сентября 1944 года «за мужество, отвагу и героизм, проявленные в борьбе с немецко-фашистскими захватчиками», красноармейцу Лялько Григорию Григорьевичу присвоено звание Героя Советского Союза с вручением ордена Ленина и медали «Золотая Звезда» (№ 4671).
В 1945 году старший сержант Лялько демобилизован, вернулся на родину.
Умер 14 февраля 1982 года.